# Sanam-myeon
Sanam-myeon (koreanska: 사남면) är en socken  i kommunen Sacheon i provinsen Södra Gyeongsang i den södra delen av Sydkorea, 295 km söder om huvudstaden Seoul. 